# AZD0328
AZD0328 es un medicamento experimental. Es un agonista selectivo del receptor nicotínico α7 que mejora la liberación cortical de la dopamina y mejora los procesos de aprendizaje y de atención en ratas.
Fue estudiado entre 2009 y 2014. 